# 蝶屋村
蝶屋村（ちょうやむら）は、石川県石川郡に存在した村。

## 概要
- 現在の白山市北西部に位置し、日本海に面する地域である。村名の由来は江戸時代の荘園である「長屋荘」（ちょうやそう）から来ている。
- 1889年の町村制の施行により、石川郡平加村、鹿島村、本吉新村（もとよししんむら）、手取村、手取新村、末正村、長屋村、西米光村及び蓮池村（はすいけむら）の区域をもって、石川郡蝶屋村が発足する。1954年11月1日に石川郡美川町、蝶屋村及び能美郡湊村が合併して、改めて石川郡美川町が発足する。合併後、大字手取新は井関町、大字本吉新は本吉町に名称を変更する。その他の大字は美川町の町名としてそのまま継承された。
- 古くから稲作が盛んで、蝶屋村発足以降は耕地整理が進められ農業の近代化が図られた。
- 美川町合併後は1970年以降北陸自動車道の整備や美川インターチェンジの開設、1974年には農村地域工業等促進法による工業導入地区に指定され工業用地の整備が進められた。また、1990年以降には「ボストンガーデン美川」に代表される宅地造成が進められた。

## 沿革
- 1889年（明治22年）4月1日 - 町村制の施行により、石川郡蝶屋村が発足する。
- 1954年（昭和29年）11月1日 - 石川郡美川町、蝶屋村及び能美郡湊村が合併して、改めて石川郡美川町が発足する。